# حرب الناقلات
حرب الناقلات مصطلح يشير إلى فترة في الحرب العراقية الإيرانية، ما بين 1980-1988، جرى فيها ضرب ناقلات النفط في الخليج العربي، استهدفت القوة الجوّية العراقية معظم موانئ النفط في إيران، حيث حاول العراق منع إيران من تصدير النفط، بعد أن خسر ميناء الفاو الذي يعد شريانه النفطي ومنفذه البحري الوحيد على الخليج. بينما تركّزت الهجمات البحرية والجوية الإيرانية على ناقلات النفط الخليجية، بدعوى أن دول الخليج العربي داعمة للعراق، وكانت معظم الخسائر من نصيب ناقلات النفط الكويتية، ما دفع الحكومة الكويتية، في 1 نوفمبر 1986، إلى أن تطلب حماية دولية لناقلاتها، فحصلت عليها بموافقة الاتحاد السوفيتي في بداية عام 1987، على تأجير ناقلاته لشركة نفط الكويت، لكن ذلك لم يوقف هجمات الزوارق البحرية الإيرانية، التي استهدفت ناقلتين سوفيتيتين. دفع الحضور السوفيتي الولايات المتحدة الأمريكية إلى أن تتدخّل هي الأخرى بقواتها البحرية في 7 مارس 1987 لحماية الناقلات الكويتية التي اضطرت إلى رفع العلم الأمريكي.
قُدّرت الخسائر الناجمة عن هذه الحرب بمليارات الدولارات، حيث ألحقت الحرب أضرارًا بيئية وبشرية ومادية كثيرة، ويشير باحثون إلى أن الحرب استهدفت 546 سفينة تجارية، 259 سفينة منها سفن ناقلات نفط أو ناقلة للمنتجات البترولية، وقتلت الهجمات حوالي 430 بحارًا مدنيًا.